# Николау, Эмилиос
Эмилиос Николау (греч. Αιμίλιος Νικολάου; 23 декабря 1939 — 17 февраля 2012) — кипрский футболист, выступавший за сборную Кипра.
На момент вызова в сборную являлся игроком клуба «Пезопорикос». В составе сборной Кипра провёл только одну игру. 27 ноября 1963 года в товарищеском матче против сборной Греции Николау появился на поле после перерыва, заменив Паникоса Эфтимиадиса.